# أوليفر ثيتشوسين
أوليفر ثيتشوسين (بالدنماركية: Oliver Thychosen)‏ هو لاعب كرة قدم دنماركي في مركز الوسط، ولد في 17 يناير 1993 في فايله في الدنمارك. شارك مع منتخب الدنمارك تحت 19 سنة لكرة القدم ومنتخب الدنمارك تحت 21 سنة لكرة القدم. أما مع النوادي، فقد لعب مع نادي فايله ونادي نوردشيلاند.

## وصلات خارجية
- أوليفر ثيتشوسين على موقع قاعدة بيانات كرة القدم.إي يو (الإنجليزية)
- أوليفر ثيتشوسين على موقع Soccerway.com (الإنجليزية)